# Australian Electoral Commission
O Australian Electoral Commission é o órgão do governo federal da Austrália encarregado de organizar e supervisionar as eleições federais e referendos. As eleições locais são supervisionados pela Comissão Eleitoral em cada estado e território.